# 260601 Wesselényi
(260601) Wesselényi, denumire internațională (260601) Wesselenyi, este un asteroid din centura principală de asteroizi.

## Descriere
260601 Wesselényi este un asteroid din centura principală de asteroizi. A fost descoperit pe 2 aprilie 2005 la Piszkesteto de Krisztián Sárneczky. Asteroidul prezintă o orbită caracterizată de o semiaxă mare de 2,20 ua, o excentricitate de 0,10 și o înclinație de 3,0° în raport cu ecliptica.